# Dendropanax grandis
Dendropanax grandis är en araliaväxtart som beskrevs av Britton. Dendropanax grandis ingår i släktet Dendropanax och familjen Araliaceae. Inga underarter finns listade.